# Tyrick Mitchell
Tyrick Kwon Mitchell (ur. 1 września 1999 w Londynie) – angielski piłkarz, występujący na pozycji obrońcy w angielskim klubie Crystal Palace oraz w reprezentacji Anglii. Wychowanek Brentford.